# 社區大學運動
社區大學運動，是台灣於1990年代由黃武雄等人推動的一種社會教育運動。有別於台灣過去的社會教育著重於補習教育或技藝休閒教育，社區大學運動強調公共性、通識性與根本性，以啟發學員從經驗知識中開拓公領域、培養問題分析和批判思考能力。

## 歷史
面對台灣解嚴後，亟待重建的公民社會，1997年底，時任台大數學系教授的黃武雄發表《深化民主與發展新文化》，倡議全面設立社區大學，以提升民主素養。
1998年5月4日，於人本教育基金會舉辦「社區大學五四起跑」公開說明會；成立「社區大學籌備委員會」（即現今「社團法人社區大學全國促進會」前身）；黃武雄重新修改草案，發表《我們要辦什麼樣的社區大學？──地方政府設置社區大學計畫通案》，表示他所推動的社區大學與教育部構想中的社區學院不同，並主張在中華民國教育部設置社區學院的同時，民間與地方政府應合作發展社區大學。。
1998年9月，第一所社區大學「臺北市文山社區大學」於台北市文山區成立。1998年11月，成立台北縣五所社大聯合籌備處。

## 概念
黃武雄在他的文章中，傳達出社區大學的精神與心目中的藍圖，有別於成人教育隱含著菁英思維使社會對於成人學習體系仍停留在補習教育或技藝休閒教育等，社區大學強調公共性、通識性與根本性，以啟發學員從經驗知識中開拓公領域、培養問題分析和批判思考能力。而在他的另外一篇文章中，進一步描述其所主張的社區大學內涵，分別為下列四點：
- 強調教育改革與社會改革併行
- 不主張把社區大學當作轉進一般大學的跳板
- 不主張把社區大學定位為培養工商專業技能的場所
- 主張社區大學設為四年制

文章中也描述該推動計畫的特點：
- 打開公共領域，發展「民脈」（civic connections）
- 進行社會內在反省，培養批判思考能力
- 以學員為主體，協同經營社區大學
- 緊抓成人學習的特點，著重由問題出發的討論
- 藉生活藝能課程充實生活內容，重建私領域的價值觀

以及推動成敗的關鍵因素：
- 人民自覺
- 開放場域
- 主觀力量
- 客觀條件
- 延續熱情

而就社區大學與社會運動的關係來看，黃武雄認為，「社大是社會改革的基礎，但不等同於任務性的社運，必須經過漫長的思想重建，人的行動力才會真實；另一方面，社大的思辯與討論會逐漸擴大社運的支持面。」顧忠華則認為，社區大學運動能創造出結合高等教育、成人教育及社區運動的新模式，促使社區成為居民學習和成長的動力來源，因此社區大學運動亦是一種社會自治的著力點。

## 現況
截至2009年為止，台灣已有88所社區大學（總校）、18所分校，以及19所原住民部落社區大學。

## 外部連結
- 社團法人社區大學全國促進會
- 深化民主與發展新文化
- 千里步道運動籌畫中心